# Eunicella labiata
Eunicella labiata är en korallart som beskrevs av Thomson 1927. Eunicella labiata ingår i släktet Eunicella och familjen Gorgoniidae. Inga underarter finns listade i Catalogue of Life.